# Liga de Baloncesto de Bulgaria
La Liga de Baloncesto de Bulgaria (National Basketball League, NBL) es la máxima competición de baloncesto de Bulgaria. Fue fundada en 2008. Previamente era conocida como Bulgarian A Division. La A Division es actualmente la segunda división del baloncesto búlgaro.

## Equipos 2019-20
| Club              | Última temp. | Pabellón            | Ciudad       | Capacidad |
| ----------------- | ------------ | ------------------- | ------------ | --------- |
| Academic Plovdiv  | 9.º          | Arena SILA          | Plovdiv      | 1,700     |
| Balkan Botevgrad  | 2.º          | Arena Botevgrad     | Botevgrad    | 4,500     |
| Beroe             | 12.º         | Municipal Hall      | Stara Zagora | 1,000     |
| Cherno More Ticha | 6.º          | Hristo Borisov      | Varna        | 1,000     |
| Levski Lukoil     | 8.º          | Universiada Hall    | Sofia        | 4,000     |
| Minyor 2015       | 11.º         | Boris Gyuderov Hall | Pernik       | 1,700     |
| Rilski Sportist   | 1.º          | Arena Samokov       | Samokov      | 2,500     |
| Shumen            | 7.º          | Arena Shumen        | Shumen       | 1,500     |
| Spartak Pleven    | 4.º          | Balkanstroy         | Pleven       | 1,200     |

## Palmarés
| - 1942 BC Levski Sofia - 1943 BC Lokomotiv Sofia - 1944 No disputado - 1945 BC Levski Sofia - 1946 BC Levski Sofia - 1947 BC Levski Sofia - 1947-1948 BC Lokomotiv Sofia - 1948-1949 PBC CSKA Sofia - 1949-1950 PBC CSKA Sofia - 1950-1951 PBC CSKA Sofia - 1951-1952 Slavia Sofia - 1952-1953 Slavia Sofia - 1953-1954 BC Levski Sofia - 1954-1955 BC Lokomotiv Sofia - 1955-1956 BC Levski Sofia - 1956-1957 PBC Lukoil Akademik - 1957-1958 PBC Lukoil Akademik - 1958-1959 PBC Lukoil Akademik - 1959-1960 BC Levski Sofia - 1960-1961 BC Lokomotiv Sofia - 1961-1962 BC Levski Sofia - 1962-1963 PBC Lukoil Akademik - 1963-1964 BC Lokomotiv Sofia - 1964-1965 PBC CSKA Sofia - 1965-1966 BC Lokomotiv Sofia - 1966-1967 PBC CSKA Sofia - 1967-1968 PBC Lukoil Akademik - 1968-1969 PBC Lukoil Akademik | - 1969-1970 PBC Lukoil Akademik - 1970-1971 PBC Lukoil Akademik - 1971-1972 PBC Lukoil Akademik - 1972-1973 PBC Lukoil Akademik - 1973-1974 BC Balkan - 1974-1975 PBC Lukoil Akademik - 1975-1976 PBC Lukoil Akademik - 1976-1977 PBC CSKA Sofia - 1977-1978 BC Levski Sofia - 1978-1979 BC Levski Sofia - 1979-1980 PBC CSKA Sofia - 1980-1981 BC Levski Sofia - 1981-1982 BC Levski Sofia - 1982-1983 PBC CSKA Sofia - 1983-1984 PBC CSKA Sofia - 1984-1985 Euroins Cherno More - 1985-1986 BC Levski Sofia - 1986-1987 BC Balkan - 1987-1988 BC Balkan - 1988-1989 BC Balkan - 1989-1990 PBC CSKA Sofia - 1990-1991 PBC CSKA Sofia - 1991-1992 PBC CSKA Sofia - 1992-1993 BC Levski Sofia - 1993-1994 BC Levski Sofia - 1994-1995 BC Spartak Pleven | - 1995-1996 BC Spartak Pleven - 1996-1997 Slavia Sofia - 1997-1998 Euroins Cherno More - 1998-1999 Euroins Cherno More - 1999-2000 BC Levski Sofia - 2000-2001 BC Levski Sofia - 2001-2002 BC Yambol - 2002-2003 PBC Lukoil Akademik - 2003-2004 PBC Lukoil Akademik - 2004-2005 PBC Lukoil Akademik - 2005-2006 PBC Lukoil Akademik - 2006-2007 PBC Lukoil Akademik - 2007-2008 PBC Lukoil Akademik - 2008-2009 PBC Lukoil Akademik - 2009-2010 PBC Lukoil Akademik - 2010-2011 PBC Lukoil Akademik - 2011-2012 PBC Lukoil Akademik - 2012-2013 PBC Lukoil Akademik - 2013-2014 BC Levski Sofia - 2014-2015 PBC Lukoil Akademik - 2015-2016 PBC Lukoil Akademik - 2016-2017 PBC Lukoil Akademik - 2017-2018 BC Levski Sofia - 2018-2019 BC Balkan - 2020-2021 BC Levski Sofia - 2021-2022 BC Balkan Botevgrad - 2022-2023 BC Balkan Botevgrad - 2023-2024 BC Rilski Sportist - 2024-2025 BC Rilski Sportist |

## Palmarés por club
| Club                | Ciudad    | Títulos | Año |
| ------------------- | --------- | ------- | --- |
| PBC Lukoil Akademik | Sofía     | 26      | 1957, 1958, 1959, 1963, 1968, 1969, 1970, 1971, 1972, 1973, 1975, 1976, 2003, 2004, 2005, 2006, 2007, 2008, 2009, 2010, 2011, 2012, 2013, 2015, 2016, 2017 |
| BC Levski Sofia     | Sofía     | 20      | 1942, 1945, 1946, 1947, 1954, 1956, 1960, 1962, 1978, 1979, 1981, 1982, 1986, 1993, 1994, 2000, 2001, 2014, 2018, 2021                                     |
| PBC CSKA Sofia      | Sofía     | 12      | 1949, 1950, 1951, 1965, 1967, 1977, 1980, 1983, 1984, 1990, 1991, 1992                                                                                     |
| BC Balkan           | Botevgrad | 7       | 1974, 1987, 1988, 1989, 2019, 2022, 2023 |
| BC Lokomotiv Sofia  | Sofía     | 6       | 1943, 1948, 1955, 1961, 1964, 1966 |
| BK Slavia Sofia     | Sofía     | 3       | 1952, 1953, 1997 |
| Euroins Cherno More | Varna     | 3       | 1985, 1998, 1999 |
| BC Spartak Pleven   | Pleven    | 2       | 1995, 1996 |
| BC Rilski Sportist  | Sámokov   | 2       | 2024, 2025 |
| BC Yambol           | Yambol    | 1       | 2002 |